# Gerontokracja
Gerontokracja – w niektórych państwach starożytnej Grecji (m.in. w Sparcie) sprawowanie władzy przez radę starców (gerontów); pot. ustrój państwowy oparty na rządach ludzi w wieku podeszłym.